# Castagnole Monferrato
Castagnole Monferrato (piemontiul: Castagnòle Monfrà) település Olaszországban, Piemont régióban, Asti megyében. Lakosainak száma 1108 fő (2023. január 1.). Castagnole Monferrato Asti, Calliano, Grana, Montemagno Monferrato, Portacomaro, Refrancore és Scurzolengo községekkel határos.

## Népesség
A település lakossága az elmúlt években az alábbi módon változott:
| Lakosok száma | 1245 | 1224 | 1108 |
|               | 2017 | 2018 | 2023 |